# Potamogetonales
Potamogetonales è un ordine di angiosperme monocotiledoni.

## Tassonomia
Secondo la classificazione Thorne, l'ordine comprende 9 famiglie, suddivise in due sottordini:
- Aponogetonineae
  - Aponogetonaceae
- Potamogetonineae
  - Scheuchzeriaceae
  - Posidoniaceae
  - Cymodoceaceae
  - Ruppiaceae
  - Juncaginaceae
  - Potamogetonaceae
  - Zosteraceae
  - Zannichelliaceae

La classificazione Cronquist esclude l'esistenza del taxon ed inserisce le famiglie nell'ordine Najadales, mentre la classificazione APG considera i due ordini sopra citati sinonimi di Alismatales.